# Damien Hobgood
Damien Hobgood est un surfeur professionnel américain né le 6 juillet 1979 à Melbourne, Floride. Il est le frère jumeau de C. J. Hobgood, lui aussi surfeur professionnel.

## Biographie
Damien est le frère jumeau de C.J. Hobgood, qui est aussi un surfeur professionnel. Il débute dans le championnat du monde de surf en 2000.

## Carrière
- 2007 Billabong pro Teahupoo, Taiarapu-Tahiti (ASP World Tour)
- 2006 Globe WCT, Tavarua/Namotu, Fiji (ASP World Tour)
- 2005 Santa Catarina Pro, Florianópolis (ASP World Tour)
- 2004 Quiksilver pro, Tavarua/Namotu (ASP World Tour)

### WCT
- 2009:   9e
- 2008: 24e
- 2007: 15e - 1 victoire
- 2006:   7e - 1 victoire
- 2005:   4e - 1 victoire
- 2004:   9e - 1 victoire
- 2003: 14e
- 2002: 14e
- 2001: 10e
- 2000: 25e

### Sa saison 2009 ASP World Tour
2009 est sa 9e année dans l'ASP World Tour
| Date                      | Compétition                   | place | points |
| ------------------------- | ----------------------------- | ----- | ------ |
| 28 février-11 mars        | Quiksilver Pro                | 5     | 732    |
| 7 avril-19 avril          | Rip Curl Pro Surf             | 17    | 410    |
| 9 mai-20 mai              | Billabong Pro Teahupoo        | 9     | 600    |
| 27 juin-5 juillet         | Hang Loose Santa Catarina Pro | 9     | 600    |
| 9 juillet-19 juillet      | Billabong Pro Jeffreys        | 2     | 1032   |
| 11 septembre-20 septembre | Boost Mobile Pro of Surf      | 9     | 600    |
| 23 septembre-4 octobre    | Quiksilver Pro France         | 17    | 410    |
| 5 octobre-17 octobre      | Billabong Pro                 | 17    | 410    |
| 19 octobre-28 octobre     | Rip Curl Pro Search           | 5     | 732    |
| 8 décembre-20 décembre    | Billabong Pipeline Masters    | 5     | 732    |
|                           | classement                    | 9     | 5438   |

Requalifié pour * 2010